# Saint-Georges-Blancaneix
 Saint-Georges-Blancaneix  es una población y comuna francesa, situada en la región de Aquitania, departamento de Dordoña, en el distrito de Bergerac y cantón de La Force.

## Demografía
| 145 | 123 | 124 | 143 | 180 | 165 |
| Para los censos de 1962 a 1999 la población legal corresponde a la población sin duplicidades (Fuente: INSEE [Consultar]) |     |     |     |     |     |